# علاج هرموني

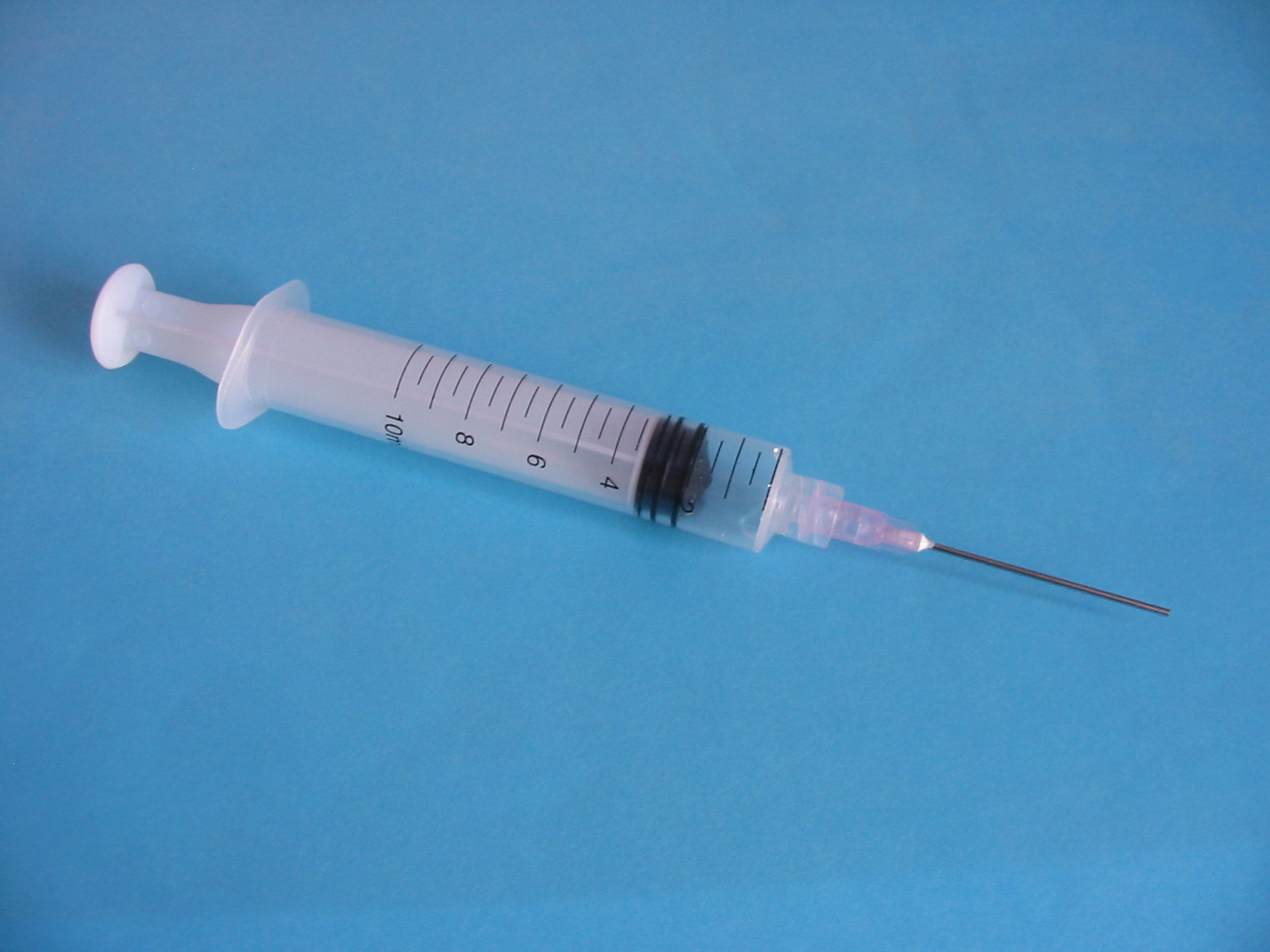

العلاج الهرموني هو استخدام الهرمونات في العلاج الطبي. العلاج بمناهض الهرمون قد يتم الإشارة إليه أيضا باسم العلاج الهرموني أو العلاج المضاد للهرمون. معظم الأصناف العامة من العلاج الهرموني هي علاج هرموني للأورام، العلاج بالهرمونات البديلة (بسبب انقطاع الطمث)، العلاج البديل بالأندروجين (ART) والعلاج الهرموني للتحول الجنسي.

## أنواع
- العلاج بالهرمونات البديلة (HRT)، المعروف أيضا باسم العلاج الهرموني بعد انقطاع الطمث (MHT) للنساء اللواتي يعانين من أعراض انقطاع الطمث. وهو يقوم على فكرة أن العلاج قد يمنع الانزعاج الناجم عن تقلص كميات الإستروجين والبروجستيرون، أو في حالة انقطاع الطمث المبكر أو الناتج عن جراحة، قد يساعد في إطالة الحياة وقد يقلل من الإصابة بالخرف.[1] وينطوي على استخدام واحدة أو أكثر من مجموعات من الأدوية تهدف إلى زيادة مستويات الهرمون. تشمل الأنواع الرئيسية من الهرمونات المعنية الإستروجين، البروجستيرون، وفي بعض الأحيان، التستوستيرون.
- العلاج البديل بالأندروجين (ART) في الذكور ذوي المستويات المنخفضة من هرمون تستوستيرون بسبب المرض أو الشيخوخة. وهو العلاج الهرموني الذي غالبا ما يوصف لمواجهة آثار قصور الغدد التناسلية لدى الذكور[2] أو للرجال الذين فقدوا وظيفة الخصية بسبب مرض السرطان، أو أسباب أخرى.[3] ذكرت إدارة الغذاء والدواء في الولايات المتحدة (FDA) في 2015 أن لا الفوائد ولا سلامة الاستخدام للتستوستيرون قد تم التأكد منهم لدى كبار السن من الرجال الذين يعانون من انخفاض مستويات هرمون تستوستيرون.[4]
- العلاج الهرموني للتحول الجنسي للمتحولين جنسيا، يعطي الهرمونات المرتبطة بالنوع الاجتماعي الذي يعرف به المريض نفسه (وبخاصة هرمون التستوستيرون للرجال المتحولين جنسيا والإستروجين للنساء المتحولين جنسيا). بعض ثنائيي الجنس قد يتلقون أيضا علاجا هرمونيا.
- العلاج بالهرمونات البديلة لأصحاب قصور الغدد التناسلية والحالات ثنائية الجنس (مثل متلازمة كلاينفلتر ومتلازمة تيرنر)
- العلاج الهرموني للسرطان
  - العلاج بالحرمان من الأندروجين للرجال الذين يعانون من سرطان البروستاتا
  - العلاج بالحرمان من هرمون الإستروجين للنساء ذوي سرطان الثدي مع مستقبلات الإستروجين الإيجابية.
  - العلاج بجرعة عالية من هرمون الإستروجين للنساء ذوي سرطان الثدي مع مستقبلات هرمون الإستروجين الإيجابية.
- الإخصاء الكيميائي للرجال أو أصحاب الجرائم الجنسية ذوي الشذوذ الجنسي أو فرط النشاط الجنسي
- علاج هرمون النمو في حالة نقص هرمون النمو
- هرمون الغدة الدرقية البديل في حالة قصور الغدة الدرقية
- Antithyroid Therapy في فرط نشاط الغدة الدرقية
- الهرمون القشري السكري البديل و/أو القشريات المعدنية البديلة في ظروف مثل مرض أديسون
- Antiglucocorticoid Therapy في متلازمة كوشينج